# توماس إدغار
توماس إدغار (بالإنجليزية: Thomas Edgar)‏ (21 يونيو 1989 في أستراليا - ) هو لاعب كرة طائرة شاطئية ولاعب كرة طائرة أسترالي في مركز ضارب خارجي ‏. شارك في الألعاب الأولمبية الصيفية 2012. ولعب مع Hiroshima Thunders ‏.

## وصلات خارجية
- توماس إدغار على موقع دوري الدرجة الأولى الإيطالي للكرة الطائرة - رجال (الإيطالية)
- توماس إدغار على موقع الدوري الياباني (رجال) (اليابانية)
- توماس إدغار على موقع الدوري الياباني (مؤرشف) (اليابانية)
- توماس إدغار على موقع أوليمبيديا (الإنجليزية)
- توماس إدغار على موقع اللجنة الأولمبية الأسترالية (الإنجليزية)